# Pioniusz
Pioniusz – imię męskie pochodzenia łacińskiego, którego patronem jest św. Pioniusz, kapłan ze Smyrny.
Pioniusz imieniny obchodzi 1 lutego, 11 marca.